# Liste des personnes d'importance historique nationale
Les personnes d'importance historique nationale ou personnages historiques nationaux (PHN) sont identifiés par le gouvernement canadien pour leur rôle dans l'histoire canadienne.
Actuellement, les ajouts à cette liste de personnes sont approuvés par le ministre de l'Environnement sur les recommandations de la Commission des lieux et monuments historiques du Canada qui opère sous l'agence Parcs Canada. Environ 70 candidatures sont soumises au conseil d'administration chaque année. En 2009, huit personnes supplémentaires ont été désignées comme d'importance historique. Une personne est admissible à être répertoriée 25 ans après sa mort, sauf le premier ministre qui peut l'être en tout temps après sa mort.

## Liste des personnes d'importance historique nationale
| Nom | Rôle | Année de désignation |
| --- | --- | -------------------- |
| Maude Abbott | médecin, chercheuse | 1993                 |
| John Abbott | premier ministre du Canada, maire de Montréal                                                                                             | 1938                 |
| William Aberhart | homme politique | 1974                 |
| Gabriel Acquin | chasseur, guide et interprète malécite | 1999                 |
| Thomas Adams | architecte | 2019                 |
| Frank Dawson Adams | géologue | 1943                 |
| Mary Electa Adams | professeure, championne de la cause de l'éducation des femmes                                                                             | 2004                 |
| Thomas Beamish Akins | historien | 1938                 |
| Emma Albani | cantatrice (soprano) | 1937                 |
| William Donald Albright (en)                                                                                            | journaliste et agronome | 1954                 |
| Grant Allen | écrivain (romancier) | 1938                 |
| Susan Louisa Moir Allison                                                                                               | écrivaine, historienne (Premières Nations)                                                                                                | 2007                 |
| Walter Seymour Allward                                                                                                  | sculpteur | 2002                 |
| Adams George Archibald                                                                                                  | père de la Confédération, lieutenant-gouverneur (Manitoba, Territoires du Nord-ouest, Nouvelle-Écosse)                                    | 1938                 |
| Edith Archibald | militante des droits des femmes | 1997                 |
| Edward William Archibald                                                                                                | neurochirurgien | 1998                 |
| Samuel George William Archibald                                                                                         | procureur général (Nouvelle-Écosse), juge en chef (Île-du-Prince Édouard)                                                                 | 1939                 |
| Joseph E. Atkinson | éditeur, philanthrope | 1986                 |
| Philippe-Joseph Aubert de Gaspé                                                                                         | écrivain | 1974                 |
| Charles Aubert de La Chesnaye                                                                                           | homme d'affaires | 1971                 |
| George Back | amiral, explorateur de l'Arctique | 1973                 |
| William Baffin | explorateur de l'Arctique | 1972                 |
| Charles Bagot | gouverneur général du Canada, administrateur colonial                                                                                     | 1926                 |
| Frederick Walker Baldwin                                                                                                | ingénieur aéronautique et naval, pilote                                                                                                   | 1957                 |
| Robert Baldwin | premier ministre (Province Ouest du Canada), partisan du gouvernement responsable                                                         | 1937                 |
| Frederick Banting | médecin, Prix Nobel (découverte de l'insuline)                                                                                            | 1945                 |
| Marius Barbeau | anthropologue, ethnologue, folkloriste | 1985                 |
| William George Barker                                                                                                   | as de l'aviation (Première Guerre mondiale)                                                                                               | 1998                 |
| Robert Bartlett | explorateur de l'Arctique | 1969                 |
| Arthur Beauchesne | journaliste, expert en procédure parlementaire                                                                                            | 2003                 |
| François Beaulieu | coureur des bois, guide arctique | 2000                 |
| Adam Beck | homme politique, fondateur d'Ontario Hydro                                                                                                | 1938                 |
| George Beers | dentiste, sportif (crosse) | 1976                 |
| Matthew Baillie Begbie                                                                                                  | juge en chef (Colombie Britannique) | 1959                 |
| Edward Belcher | amiral, explorateur de l'Arctique | 1938                 |
| Georges-Antoine Belcourt                                                                                                | missionnaire, banquier | 1959                 |
| Robert Bell | géologue, cartographe, explorateur et médecin                                                                                             | 1938                 |
| John Wilson Bengough | caricaturiste, journaliste | 1938                 |
| Charles Fox Bennett | homme d'affaires, homme politique | 1975                 |
| Richard Bedford Bennett                                                                                                 | premier ministre du Canada | 1949                 |
| Joseph-Elzéar Bernier                                                                                                   | navigateur, explorateur de l'Arctique | 1961                 |
| Norman Bethune | chirurgien, humaniste, promoteur de la médecine sociale                                                                                   | 1972                 |
| William Beynon (Gusgai'in)                                                                                              | ethnologue, chef (Premières Nations) | 1989                 |
| Michel Bibaud | journaliste, historien, poète | 1944                 |
| Henry Bibb | écrivain, abolitionniste, éditeur | 2002                 |
| Big Bear (Misto-ha-a-Musqua)                                                                                            | chef des Cris des plaines (Premières Nations)                                                                                             | 1971                 |
| Billy Bishop | maréchal de l'Air, as de l'aviation (Première Guerre mondiale), titulaire de la Victoria Cross                                            | 1980                 |
| Davidson Black | paléoanthropologue (découvreur du Sinanthrope)                                                                                            | 1974                 |
| Martha Black | femme politique (deuxième femme membre du Parlement)                                                                                      | 1987                 |
| Thornton et Lucy Blackburn                                                                                              | esclaves échappés, abolitionnistes, fondateur de la première compagnie de taxis de Toronto                                                | 1999                 |
| Edward Blake | premier ministre (Ontario) | 1937                 |
| Richard Blanshard | gouverneur (Île de Vancouver) | 1951                 |
| Jean Blewett | journaliste, écrivaine, poétesse | 1946                 |
| La Bolduc (Mary Travers)                                                                                                | musicienne, chansonnière, auteure-compositrice-interprète                                                                                 | 1992                 |
| Joseph-Armand Bombardier                                                                                                | homme d'affaires, inventeur (motoneige)                                                                                                   | 1994                 |
| Robert Bond | premier ministre (Terre-Neuve, pré-Confédération)                                                                                         | 1975                 |
| Robert Borden | premier ministre du Canada | 1938                 |
| Jim Boss (en) | chef de la Première Nation Tutchone du Sud (Yukon)                                                                                        | 2001                 |
| Pierre Boucher | explorateur, interprète, gouverneur | 1978                 |
| Joseph Bouchette | officier militaire, cartographe | 1937                 |
| Sieurs de La Boularderie (Louis-Simon le Poupet de la Boularderie, son fils Antoine                                     | officier de marine, colonisateur (Cap-Breton)                                                                                             | 1964                 |
| Henri Bourassa | homme politique, éditeur (Le Devoir) | 1962                 |
| Sainte Marguerite Bourgeoys                                                                                             | religieuse, fondatrice de la première communauté religieuse canadienne (Congrégation de Notre-Dame)                                       | 1985                 |
| John George Bourinot | journaliste, historien, expert en procédure parlementaire                                                                                 | 1938                 |
| Mackenzie Bowell | premier ministre du Canada | 1945                 |
| Joseph W. Boyle | aventurier, homme d'affaires (mines d'or)                                                                                                 | 1984                 |
| Joseph Brant (Thayendanega)                                                                                             | chef mohawk (Premières Nations) allié aux Anglais                                                                                         | 1972                 |
| Mary Brant (Tekonwatonti)                                                                                               | cheffe mohawk (Premières Nations) alliée aux Anglais                                                                                      | 1994                 |
| John Gough Brick | missionnaire, colonisateur ? | 1954                 |
| Emmanuel Briffa | décorateur de théâtre | 2007                 |
| Allan Brooks | ornithologue, illustrateur | 1999                 |
| Harriet Brooks | physicienne nucléaire | 2005                 |
| Joseph Brossard dit Beausoleil                                                                                          | chef de la résistance de la vallée de la rivière Petitcodiac durant la déportation des Acadiens                                           | 2023                 |
| George Brown | père de la Confédération, éditeur (Globe), abolitionniste (Underground Railroad)                                                          | 1950                 |
| George Browne | architecte ? | 2008                 |
| James Bruce (8e comte d'Elgin)                                                                                          | gouverneur général (British North America, pré-Confédération)                                                                             | 1953                 |
| Étienne Brûlé | explorateur, coureur des bois | 1984                 |
| George Bryce | pasteur presbytérien, écrivain, historien                                                                                                 | 1947                 |
| Douglas Brymner | archiviste, fondateur des Archives publiques du Canada                                                                                    | 1938                 |
| Patrick Burns | homme d'affaires, Sénateur, philanthrope                                                                                                  | 1960                 |
| Thomas Button | explorateur de l'Arctique | 1972                 |
| John By | ingénieur militaire (Canal Rideau), fondateur de la ville d'Ottawa                                                                        | 1954                 |
| George Frederick Cameron                                                                                                | journaliste, éditeur, poète | 1946                 |
| Lydia Campbell | auteur ? | 2009                 |
| Alexander Campbell | avocat, homme politique, père de la Confédération                                                                                         | 1939                 |
| Wilfred Campbell | poète | 1938                 |
| Charles Camsell | géologue | 2001                 |
| William Canniff | chirurgien, hygiéniste, historien | 1945                 |
| Guy Carleton | administrateur colonial, gouverneur (Québec, pré-Confédération), gouverneur général (British North America)                               | 1974                 |
| John Carling | brasseur, homme politique | 1938                 |
| William Bliss Carman | poète | 1945                 |
| Emily Carr | peintre | 1950                 |
| William Carson | médecin, homme d'affaires | 1954                 |
| Frederick Carter | père de la Confédération, premier ministre (Terre-Neuve, pré-Confédération)                                                               | 1959                 |
| George-Étienne Cartier                                                                                                  | père de la Confédération, homme d'État canadien-français                                                                                  | 1937                 |
| Richard John Cartwright                                                                                                 | homme politique, homme d'affaires | 1938                 |
| Joseph Casavant | facteur d'orgues | 1974                 |
| Ethel Catherwood | athlète pratiquant le saut en hauteur | 2022                 |
| René-Robert Cavelier, Sieur de La Salle                                                                                 | explorateur, fondateur de Lachine, reconstructeur de Fort Frontenac                                                                       | 1934                 |
| Claude Champagne | musicien (compositeur) | 1988                 |
| Samuel de Champlain | explorateur, fondateur de Québec, "Le père de la Nouvelle-France"                                                                         | 1929                 |
| Edward Barron Chandler                                                                                                  | père de la Confédération, lieutenant-gouverneur (Nouveau-Brunswick)                                                                       | 1939                 |
| Jean-Charles Chapais | père de la Confédération, sénateur | 1943                 |
| Thomas Chapais | historien, Sénateur | 1955                 |
| Joseph-Adolphe Chapleau                                                                                                 | premier ministre du Québec, homme politique                                                                                               | 1974                 |
| Margaret Ridley Charlton                                                                                                | bibliothécaire médicale | 2003                 |
| William Henry Chase | homme d'affaires, philanthrope | 1939                 |
| Gaspard-Joseph Chaussegros de Léry                                                                                      | ingénieur militaire | 2006                 |
| Paul Chomedey de Maisonneuve                                                                                            | officier militaire, fondateur de Montréal                                                                                                 | 1985                 |
| Robert Christie | historien, homme politique | 1938                 |
| Francis Clergue | homme d'affaires (Sault Ste. Marie) | 1987                 |
| John Clinch | clergyman, médecin (vaccination) | 1964                 |
| William Coaker | syndicaliste, homme politique | 1985                 |
| James Cockburn | père de la Confédération, premier président de la Chambre des communes du Canada                                                          | 1939                 |
| George Coles | père de la Confédération, premier ministre (Île du Prince Édouard)                                                                        | 1939                 |
| Enos Collins | homme d'affaires, banquier, armateur (Halifax)                                                                                            | 1974                 |
| Lionel Conacher | sportif, homme politique | 1976                 |
| Ralph Connor (Charles William Gordon)                                                                                   | romancier | 1938                 |
| James Cook | officier de marine, explorateur, cartographe                                                                                              | 1954                 |
| William Cormack | explorateur (Terre-Neuve) | 1953                 |
| Ernest Cormier | architecte, ingénieur, professeur et aquarelliste                                                                                         | 2018                 |
| Louis de La Corne | officier militaire (guerre de Sept Ans)                                                                                                   | 1953                 |
| Edward Cornwallis | officier militaire, gouverneur (Nouvelle-Écosse), fondateur d'Halifax                                                                     | 1974                 |
| Phillips Cosby | amiral | 1945                 |
| Laurence Coughlan | précheur itinérant | 1965                 |
| George Albertus Cox | homme d'affaires, sénateur | 1990                 |
| James Henry Coyne | historien | 1945                 |
| Isabella Valancy Crawford                                                                                               | poétesse, écrivaine | 1947                 |
| Helen Creighton | folkloriste | 2018                 |
| James George Aylwin Creighton                                                                                           | ingénieur, avocat, journaliste, sportif (hockey sur glace)                                                                                | 2008                 |
| Octave Crémazie | poète, libraire | 1937                 |
| Thomas Crerar | homme politique (chef du Parti progressiste du Canada)                                                                                    | 2004                 |
| Jean-Baptiste de La Croix de Chevrières de Saint-Vallier                                                                | évêque | 1990                 |
| Alfred Ernest Cross | homme d'affaires, homme politique, cofondateur du Stampede de Calgary                                                                     | 1971                 |
| Crowfoot (Isapo-Muxika)                                                                                                 | chef siksika (Premières Nations) | 1945                 |
| Ernest Alexander Cruikshank                                                                                             | officier général, historien | 1943                 |
| Maurice Galbraith Cullen                                                                                                | peintre | 1944                 |
| Samuel Cunard | homme d'affaires, armateur et constructeur naval                                                                                          | 1937                 |
| Arthur Currie | officier militaire (première Guerre mondiale)                                                                                             | 1934                 |
| Augustin Cuvillier | homme politique, banquier (Banque de Montréal)                                                                                            | 1969                 |
| Louis Cyr | homme fort, haltérophile | 1976                 |
| John Wesley Dafoe | journaliste (Winnipeg Free Press) | 1974                 |
| William Davidson | homme d'affaires (verrerie), philanthrope                                                                                                 | 1949                 |
| Louis Henry Davies | premier ministre (Île du Prince Edouard), juge en chef à la Cour suprême                                                                  | 1937                 |
| Nicholas Flood Davin | éditeur (The Leader, Regina), homme politique                                                                                             | 1947                 |
| John Davis | explorateur de l'Arctique | 1972                 |
| George Mercer Dawson | géologue, cartographe | 1937                 |
| John William Dawson | géologue, recteur de l'Université McGill                                                                                                  | 1943                 |
| Robert MacGregor Dawson                                                                                                 | politologue | 1975                 |
| Louis de Buade de Frontenac                                                                                             | gouverneur général (Nouvelle-France, pré-Confédération)                                                                                   | 1974                 |
| Louis-Hector de Callière                                                                                                | politicien, diplomate | 2001                 |
| Amor De Cosmos | premier ministre de la Colombie-Britannique), journaliste (British Colonist)                                                              | 1938                 |
| Mazo de la Roche | romancier | 1976                 |
| James De Mille | romancier, humoriste, professeur | 1937                 |
| Charles de Salaberry | officier militaire (guerre de 1812) | 1934                 |
| Demasduit | une des derniers Béothuks | 2000                 |
| Modeste Demers | missionnaire, évêque | 1973                 |
| George Taylor Denison                                                                                                   | militaire | 1937                 |
| Nicolas Denys | explorateur, gouverneur (Acadie) | 1924                 |
| Carrie Derick | botaniste, professeure | 2007                 |
| Joseph Frederick Wallet DesBarres                                                                                       | administrateur colonial (Cap-Breton) | 1925                 |
| Alphonse Desjardins | fondateur des Caisses Populaires Desjardins                                                                                               | 1971                 |
| Viola Desmond | action contre la ségrégation raciale dans la province de Nouvelle-Écosse                                                                  | 2018                 |
| Edouard Deville | géomètre, cartographe | 1971                 |
| Edgar Dewdney | lieutenant-gouverneur (Territoires du Nord-Ouest, Colombie Britannique)                                                                   | 1975                 |
| Robert B. Dickey | père de la Confédération | 1939                 |
| Punch Dickins | pilote de brousse | 1995                 |
| John Diefenbaker | premier ministre du Canada | 1981                 |
| Thomas Dixson | militaire (Fort Beauséjour) | 1938                 |
| Donnacona | chef iroquois, enlevé par Jacques Cartier                                                                                                 | 1981                 |
| Antoine-Aimé Dorion | premier ministre du Canada-Est, député, éditeur, juge en chef (Québec)                                                                    | 1937                 |
| Onésime Dorval | enseignante (Saskatchewan) | 1954                 |
| Arthur Doughty | bibliothécaire, archiviste, historien | 1991                 |
| David Douglas | botaniste | 1979                 |
| Howard Douglas | officier général, lieutenant-gouverneur (Nouveau-Brunswick)                                                                               | 1925                 |
| James Douglas | gouverneur colonial (Île de Vancouver) | 1944                 |
| Thomas Douglas | philanthrope, colonisateur | 1943                 |
| Gordon Drummond | militaire, administrateur colonial | 1928                 |
| Charles Carter Drury | amiral | 1938                 |
| Lyman Poore Duff | juge en chef | 1971                 |
| Frederick Hamilton-Temple-Blackwood, 1er marquis de Dufferin et Ava                                                     | gouverneur général, diplomate, vice-roi des Indes                                                                                         | 1975                 |
| Margaret Duley | romancière (Terre-Neuve) | 1976                 |
| Gabriel Dumont | chef métis, rôle dans la Rébellion du Nord-Ouest                                                                                          | 1981                 |
| Charles Avery Dunning                                                                                                   | premier ministre de la Saskatchewan | 1985                 |
| Robert Dunsmuir | entrepreneur (mines de charbon, chemin de fer), homme politique                                                                           | 1971                 |
| Maurice Duplessis | premier ministre du Québec, fondateur de l'Union nationale                                                                                | 1974                 |
| Dorothy Dworkin | infirmière, sage-femme, militante communautaire                                                                                           | 2009                 |
| Timothy Eaton | homme d'affaires | 1971                 |
| Ezra Butler Eddy | homme d'affaires (produits forestiers, allumettes)                                                                                        | 1976                 |
| Charles Edenshaw (Tahagen, Tahayren)                                                                                    | artiste (Haïda) | 1971                 |
| Henrietta Edwards | éditrice, militante des droits des femmes                                                                                                 | 1962                 |
| John Skirving Ewart | avocat | 1966                 |
| Robert Falconer | président d'université | 1944                 |
| Ægidius Fauteux | bibliothécaire et historien | 1955                 |
| Edward Feild | clergyman, inspecteur scolaire, évêque | 2003                 |
| Reginald Fessenden | inventeur (radio, sonar) | 1943                 |
| Peter Fidler | explorateur, cartographe | 1953                 |
| William Stevens Fielding                                                                                                | premier ministre (Nouvelle-Écosse) | 1938                 |
| Charles Fisher | père de la Confédération, premier ministre (Nouveau-Brunswick)                                                                            | 1939                 |
| Charles Fitzpatrick | juge en chef | 1973                 |
| Michael Anthony Fleming                                                                                                 | évêque | 2003                 |
| Sandford Fleming | ingénieur, inventeur (fuseaux horaires)                                                                                                   | 1950                 |
| Pierre-Étienne Fortin                                                                                                   | médecin, homme politique | 1953                 |
| Rose Fortune | première officière de police du Canada | 2018                 |
| George Eulas Foster | enseignant, homme politique | 1938                 |
| Terry Fox | athlète (Le Marathon de l'espoir) | 2008                 |
| Luke Fox | explorateur de l'Arctique | 1972                 |
| Gustave Francq | syndicaliste, éditeur (Le Monde ouvrier/The Labor World)                                                                                  | 2008                 |
| John Franklin | explorateur de l'Arctique | 1945                 |
| Archibald Fraser | entrepreneur (industrie forestière), banquier                                                                                             | 1975                 |
| Louis-Honoré Fréchette                                                                                                  | poète, écrivain, homme politique | 1937                 |
| Lillian Bilsky Freiman                                                                                                  | philanthrope, militante sioniste | 2008                 |
| Benjamin Frobisher | trappeur (Compagnie du Nord-Ouest) | 1973                 |
| Joseph Frobisher | trappeur (Compagnie du Nord-Ouest) | 1973                 |
| Martin Frobisher | explorateur de l'Arctique | 1957                 |
| Thomas Frobisher | trappeur (Compagnie du Nord-Ouest) | 1973                 |
| Marie-Anne Gaboury | colonisatrice, grand-mère de Louis Riel                                                                                                   | 1982                 |
| William James Gage | éditeur, philanthrope | 1938                 |
| Clarence A. Gagnon | graveur et peintre | 1944                 |
| Alexander Tilloch Galt                                                                                                  | père de la Confédération, homme politique, homme d'affaires                                                                               | 1944                 |
| William Francis Ganong                                                                                                  | botaniste, cartographe, historien | 1945                 |
| James Garfield Gardiner                                                                                                 | premier ministre (Saskatchewan) | 1975                 |
| François-Xavier Garneau                                                                                                 | historien, poète | 1937                 |
| Pierre Gaultier de La Vérendrye                                                                                         | explorateur, trappeur | 1920                 |
| Cyril Genik | traducteur, éditeur, leader communautaire (ukrainien)                                                                                     | 1995                 |
| Gens de lettres (Acadie) - (Pascal Poirier, Placide Gaudet, John Clarence Webster, Israël Landry et Ferdinand Robidoux) | écrivains (Acadie) | 1955                 |
| Antoine Gérin-Lajoie | journaliste, avocat, poète et romancier                                                                                                   | 1939                 |
| Marie Lacoste Gérin-Lajoie                                                                                              | militante des droits des femmes | 1997                 |
| Abraham Gesner | médecin, géologue, inventeur du kérosène                                                                                                  | 1954                 |
| John Murray Gibbon | écrivain, promoteur de la culture mosaïque                                                                                                | 1954                 |
| Mifflin Wistar Gibbs | homme politique, homme d'affaires, militant des droits de l'homme                                                                         | 2009                 |
| Alexander Gibson | entrepreneur | 2007                 |
| Robert Giffard | apothicaire, médecin, colonisateur | 1955                 |
| Humphrey Gilbert | officier militaire, explorateur | 1981                 |
| Percy Girouard | ingénieur militaire, développeur de chemins de fer en Afrique, gouverneur colonial                                                        | 1938                 |
| Oliver Goldsmith | poète | 1944                 |
| Cuthbert Grant | chef métis | 1972                 |
| George Monro Grant | éducateur, écrivain, prédicateur | 1937                 |
| Louis-Pierre Gravel | prêtre, colonisateur | 1956                 |
| John Hamilton Gray | père de la Confédération, premier ministre (Nouveau-Brunswick)                                                                            | 1939                 |
| John Hamilton Gray | Père de la Confédération, premier ministre (Île du Prince-Édouard)                                                                        | 1939                 |
| Wilfred Grenfell | médecin (Terre-Neuve et Labrador) | 1959                 |
| Grey Owl (Archibald Belaney)                                                                                            | écrivain, militant de la protection de la nature                                                                                          | 1993                 |
| Lionel Groulx | prêtre, écrivain, nationaliste québécois                                                                                                  | 1972                 |
| Casimir Gzowski | ingénieur, homme d'affaires | 1956                 |
| Frederick Haldimand | officier, administrateur colonial, gouverneur (Québec)                                                                                    | 1974                 |
| Arthur Lawrence Haliburton (Lord Haliburton)                                                                            | fonctionnaire britannique | 1938                 |
| Thomas Chandler Haliburton                                                                                              | homme politique, homme d'affaires, juge, écrivain                                                                                         | 1936                 |
| William Hall | première personne noire à avoir reçu la Croix de Victoria                                                                                 | 2008                 |
| Ishbel Hamilton-Gordon                                                                                                  | écrivaine, philanthrope, militante des droits des femmes                                                                                  | 1979                 |
| Ned Hanlan | sportif (champion d'aviron) | 1938                 |
| Arthur Sturgis Hardy | premier ministre et procureur général (Ontario)                                                                                           | 1948                 |
| James Harkin | premier commissaire de la division des parcs nationaux                                                                                    | 1955                 |
| Lawren Harris | peintre (Groupe des Sept) | 1970                 |
| Robert Harris | peintre (peignit les pères de la Confédération)                                                                                           | 1945                 |
| Ezekiel Hart | entrepreneur, homme politique, premier Juif élu comme parlementaire dans l'Empire britannique                                             | 1995                 |
| Julia Catherine (Beckwith) Hart                                                                                         | écrivaine | 1951                 |
| John Harvey | lieutenant-gouverneur (Île du Prince Edward, Nouveau-Brunswick), gouverneur (Terre-Neuve)                                                 | 1974                 |
| Frederick W. A. G. Haultain                                                                                             | premier ministre (Territoires du Nord-Ouest), juge en chef (Saskatchewan)                                                                 | 1946                 |
| Thomas Heath Haviland                                                                                                   | père de la Confédération | 1939                 |
| Edmund Walker Head | lieutenant-gouverneur (Nouveau-Brunswick), gouverneur général (Amérique du Nord britannique, pré-Confédération)                           | 1974                 |
| Samuel Hearne | explorateur, gouverneur (Prince of Wales Fort)                                                                                            | 1936                 |
| Louis-Philippe Hébert                                                                                                   | artiste, sculpteur | 1937                 |
| Theodor August Heintzman                                                                                                | fabricant de pianos | 1974                 |
| Anthony Henday | explorateur, commerçant de fourrures | 1953                 |
| John Hendry | industriel (bois d'œuvre) | 1988                 |
| Louis Hennepin | membre du clergé, explorateur, cartographe                                                                                                | 2008                 |
| Alexander Henry (l'Aîné)                                                                                                | commerçant de fourrures | 1973                 |
| Alexander Henry (Le Jeune)                                                                                              | commerçant de fourrures (North West Company)                                                                                              | 1973                 |
| William Alexander Henry                                                                                                 | père de la Confédération | 1939                 |
| Josiah Henson | auteur, abolitionniste, ministre, impliqué dans l'Underground Railroad                                                                    | 1995                 |
| William Hespeler | homme d'affaires, agent de l'immigration, politicien                                                                                      | 2000                 |
| James Jerome Hill | homme d'affaires (Red River Transportation Company, Great Northern Railway)                                                               | 1938                 |
| Francis Hincks | politicien | 1969                 |
| Ella Cora Hind | militante pour les droits des femmes | 1997                 |
| Gilles Hocquart | administrateur, Intendant (Nouvelle-France), a établi Les Forges du Saint-Maurice                                                         | 1974                 |
| Samuel Holland | ingénieur, Arpenteur général (Québec) | 1989                 |
| Luther Hamilton Holton                                                                                                  | homme d'affaires, banquier, ministre des finances                                                                                         | 1938                 |
| Adelaide Hoodless | réformateur de l'éducation | 1960                 |
| Frederic William Howay                                                                                                  | historien, avocat, juge | 1944                 |
| C. D. Howe | ministre du gouvernement, a établi Énergie atomique du Canada                                                                             | 1984                 |
| Joseph Howe | premier ministre (Nouvelle-Écosse), impliqué dans le gouvernement responsable                                                             | 1983                 |
| William Pearce Howland                                                                                                  | père de la Confédération | 1959                 |
| Henry Hudson | explorateur de l'Arctique (baie d'Hudson et baie James)                                                                                   | 1973                 |
| Mina Hubbard | exploratrice (Rivière George) | 2018                 |
| Sam Hughes | ministre de la Milice et de la Défense, journaliste, soldat                                                                               | 1969                 |
| William Roper Hull (en)                                                                                                 | homme d'affaires, philanthrope, développeur                                                                                               | 1988                 |
| George Hunt | linguiste, ethnologue (cultures de la Côte Ouest)                                                                                         | 1989                 |
| Harold Innis | économiste, historien (théorie des communications)                                                                                        | 1972                 |
| Ipirvik et Taqulittuq                                                                                                   | couple inuit, ont aidé à l'exploration de l'Arctique                                                                                      | 1981                 |
| James Isbister | leader métis | 1997                 |
| A. Y. Jackson | artiste (Groupe des Sept) | 1974                 |
| Charles William Jefferys                                                                                                | artiste | 1954                 |
| Diamond Jenness | anthropologue (cultures des Premières Nations)                                                                                            | 1973                 |
| Louis-Amable Jetté | lieutenant-gouverneur et juge en chef (Québec)                                                                                            | 1945                 |
| Sylvester Joe | guide aborigène | 2002                 |
| Ethel Johns | infirmière, éducatrice, administratrice                                                                                                   | 2009                 |
| Pauline Johnson (Tekahionwakeh)                                                                                         | poète, oratrice (Premières Nations) | 1945                 |
| Edward Johnson | chanteur, gérant (Metropolitan Opera Company)                                                                                             | 1974                 |
| John Mercer Johnson | père de la Confédération | 1939                 |
| Louis Jolliet | explorateur du Mississippi | 1944                 |
| William Judge | missionnaire (Yukon) | 1987                 |
| Peter Jones (Kahkewaquonaby)                                                                                            | chef (Premières Nations), membre du clergé                                                                                                | 1996                 |
| Paul Kane | artiste (peintures de l'Ouest canadien)                                                                                                   | 1937                 |
| Thomas Keefer | ingénieur, cheminot (Hamilton Waterworks)                                                                                                 | 1938                 |
| Henry Kelsey | explorateur, trappeur | 1931                 |
| John Kennedy | ingénieur civil (porte de Montréal) | 2001                 |
| William Frederick King                                                                                                  | arpenteur, astronome et fonctionnaire (a établi l'Observatoire fédéral)                                                                   | 1959                 |
| William King | pasteur presbytérien et abolitionniste | 2005                 |
| William Lyon Mackenzie King                                                                                             | premier ministre | 1967                 |
| William Kirby | écrivain, historien (Annals of Niagara)                                                                                                   | 1946                 |
| David Kirke | aventurier, colonisateur, gouverneur (Terre-Neuve)                                                                                        | 1968                 |
| A. M. Klein | écrivain, avocat (littérature juive) | 2007                 |
| Otto Julius Klotz | astronome, géographe (Observatoire national)                                                                                              | 1938                 |
| Leon Joseph Koerner | industriel (exploitation forestière) | 2009                 |
| Kondiaronk | négociateur (Traité de 1701) | 2001                 |
| Cornelius Krieghoff | artiste | 1972                 |
| Kw'eh | chef amérindien | 2011                 |
| John Kinder Labatt | homme d'affaires (brasserie) | 1971                 |
| Albert Lacombe | missionnaire | 1932                 |
| Édouard Lacroix | homme d'affaires, politicien | 2006                 |
| Louis-Hippolyte La Fontaine                                                                                             | juriste, homme d'État, co-premier ministre (Province du Canada, pré-Confédération)                                                        | 1937                 |
| Jean-Baptiste Lagimodière                                                                                               | trappeur, grand-père de Louis Riel | 1981                 |
| David Laird | lieutenant-gouverneur (Territoires du Nord-Ouest), ministre de l'Intérieur                                                                | 1950                 |
| John George Lambton | gouverneur général, haut-commissaire (Amérique du Nord britannique)                                                                       | 1974                 |
| Archibald Lampman | poète | 1920                 |
| Pierre-Amand Landry | avocat, juge, politicien, premier Acadien à être fait Chevalier                                                                           | 1955                 |
| Franklin Knight Lane | politicien américain, né dans l'Île-du-Prince-Édouard                                                                                     | 1938                 |
| Hector-Louis Langevin                                                                                                   | père de la Confédération, ministre des Travaux publics                                                                                    | 1938                 |
| Sam Langford | boxeur | 1987                 |
| Ernest Lapointe | ministre | 1954                 |
| Wilfrid Laurier | premier ministre | 1938                 |
| François de Laval | évêque | 1972                 |
| Calixa Lavallée | musicien ("Ô Canada") | 1966                 |
| Marguerite Vincent Lawinonkié                                                                                           | artiste | 2008                 |
| Sheridan Lawrence | fermier, homme d'affaires, juge | 1954                 |
| Stephen Leacock | écrivain, économiste, humoriste | 1946                 |
| Ozias Leduc | peintre | 2018                 |
| Camille Lefebvre | membre du clergé, fondateur du mouvement de renaissance acadien                                                                           | 1997                 |
| Jean-Louis Légaré | colon, trappeur | 1969                 |
| Rodolphe Lemieux | président de la Chambre des communes, ministre et professeur                                                                              | 1973                 |
| James MacPherson Le Moine                                                                                               | auteur, historien, ornithologue (Société royale du Canada)                                                                                | 1938                 |
| Pierre Le Moyne d'Iberville                                                                                             | militaire, explorateur, administrateur | 1937                 |
| Jean-Baptiste Le Moyne de Bienville                                                                                     | gouverneur (Louisiane), fondateur de Mobile, Alabama et de La Nouvelle-Orléans                                                            | 1953                 |
| Charles Le Moyne et sa famille                                                                                          | famille de soldats et de colonisateurs | 1957                 |
| Charles Lennox (4e duc de Richmond)                                                                                     | gouverneur général | 1923                 |
| Irma Levasseur | pédiatre | 2008                 |
| Arthur Lismer | artiste (Groupe des sept) | 1974                 |
| Philip Francis Little                                                                                                   | premier ministre (Terre-Neuve pré-Confédération), rôle dans le gouvernement responsable                                                   | 2007                 |
| George Exton Lloyd | évêque de Saskatchewan | 1953                 |
| George Locke | bibliothécaire (bibliothèque publique de Toronto), auteur, historien                                                                      | 1939                 |
| Grace Annie Lockhart | première femme bachelière dans l'Empire britannique                                                                                       | 1991                 |
| William Edmond Logan | géologue (directeur de la Commission géologique du Canada)                                                                                | 1967                 |
| Tom Longboat | athlète, vainqueur du Marathon de Boston                                                                                                  | 1976                 |
| Albert Peter Low | géologue, explorateur, athlète, arpenteur                                                                                                 | 1972                 |
| John MacIntosh Lyle | architecte (style Beaux-Arts) | 2008                 |
| Archibald Macallum | biochimiste, fondateur du Conseil national de recherches Canada                                                                           | 1938                 |
| Thomas Bassett Macaulay                                                                                                 | actuaire, philanthrope | 1997                 |
| Andrew Archibald Macdonald                                                                                              | père de la Confédération | 1939                 |
| J. E. H. MacDonald | peintre (Groupe des sept) | 1974                 |
| Margaret C. Macdonald                                                                                                   | infirmière (Première Guerre mondiale) | 1982                 |
| John A. Macdonald | père de la Confédération, premier ministre                                                                                                | 1939                 |
| William Christopher Macdonald                                                                                           | manufacturier, philanthrope, fondateur de la compagnie Macdonald Tobacco (en)                                                             | 1974                 |
| Alexander MacDonell | évêque | 1924                 |
| Bernard Angus MacEachern                                                                                                | évêque | 1968                 |
| Elsie MacGill | ingénieur aéronautique | 2007                 |
| Helen Gregory MacGill                                                                                                   | juge, a fait campagne pour le suffrage des femmes                                                                                         | 1998                 |
| Alexander Mackenzie | premier ministre | 1957                 |
| William Mackenzie | entrepreneur ferroviaire (Canadian Northern Railway)                                                                                      | 1976                 |
| William Lyon Mackenzie                                                                                                  | politicien, journaliste, a mené la rébellion du Haut-Canada                                                                               | 1949                 |
| Archibald MacMechan | professeur, écrivain | 1946                 |
| H. R. MacMillan | forestier, industriel | 1987                 |
| Ernest MacMillan | musicien, compositeur, chef d'orchestre                                                                                                   | 1984                 |
| Helen MacMurchy | médecin, auteure, réformatrice du système de santé                                                                                        | 1997                 |
| Allan MacNab | premier ministre (Province du Canada), politicien, juge                                                                                   | 1937                 |
| Agnes Macphail | première femme députée à la Chambre des communes                                                                                          | 1985                 |
| Andrew Macphail | médecin, auteur, professeur | 1945                 |
| Charles Alexander Magrath                                                                                               | arpenteur, ingénieur, premier maire de Lethbridge, Alberta                                                                                | 1950                 |
| Charles Mair | poète, franc-maçon, nationaliste canadien, a favorisé le développement de l'Ouest                                                         | 1937                 |
| Jeanne Mance | cofondatrice de Montréal, settler, infirmière, fondatrice de l'Hôtel-Dieu de Montréal                                                     | 1998                 |
| Donald Mann | cheminot (Canadian Northern Railway) | 1976                 |
| Charles Marega | artiste | 2009                 |
| Marie-Victorin | botaniste, religieux, auteur, éducateur                                                                                                   | 1987                 |
| Jacques Marquette | prêtre, explorateur (Mississippi, avec Louis Jolliet)                                                                                     | 1937                 |
| Paul Mascarene | lieutenant-gouverneur (Nouvelle-Écosse), a défendu Annapolis Royal                                                                        | 1929                 |
| Kèsh (Skookum Jim Mason)                                                                                                | explorateur, découvreur d'or (Yukon) | 1994                 |
| Vincent Massey | gouverneur général | 1974                 |
| Hart Massey | homme d'affaires, philanthrope (Massey-Harris, Massey Hall)                                                                               | 1971                 |
| Matonabbee | chef (Premières Nations), rôle dans l'expédition de Samuel Hearne                                                                         | 1981                 |
| Wilfrid May | aviateur (as de la Première Guerre mondiale)                                                                                              | 1974                 |
| Peter McArthur | écrivain, fermier | 1946                 |
| Richard McBride | franc-maçon, premier ministre de Colombie britannique et fondateur du Parti conservateur de la Colombie-Britannique                       | 1938                 |
| Francis Leopold McClintock                                                                                              | explorateur arctique | 1972                 |
| Nellie McClung | politicienne, féministe, militante sociale (première femme membre du conseil d'administration de la CBC)                                  | 1954                 |
| Robert McClure | explorateur arctique | 1972                 |
| Grant McConachie | homme d'affaires, pilote de brousse | 2007                 |
| David Ross McCord | avocat, philanthrope, fondateur du Musée McCord à Montréal                                                                                | 2000                 |
| John McCrae | médecin, militaire, poète ("In Flanders Fields")                                                                                          | 1946                 |
| Thomas McCulloch | éducateur (Pictou Academy) | 1959                 |
| Jonathan McCully | père de la Confédération | 1939                 |
| John Alexander Douglas McCurdy                                                                                          | aviateur (premier pilote d'avion dans l'Empire britannique), lieutenant-gouverneur (Nouvelle-Écosse)                                      | 1974                 |
| George Millward McDougall                                                                                               | missionnaire, rôle dans le Treaty 6 | 1969                 |
| William McDougall | père de la Confédération, politicien | 1943                 |
| Thomas D'Arcy McGee | père de la Confédération, écrivain, militant nationaliste irlandais                                                                       | 1943                 |
| Donald McKay | architecte naval | 1938                 |
| R. Tait McKenzie | chirurgien, artiste, éducateur physique                                                                                                   | 1958                 |
| Louise McKinney | première femme législatrice de l'Empire britannique (Alberta)                                                                             | 1939                 |
| Samuel McLaughlin | homme d'affaires, philanthrope (industrie automobile)                                                                                     | 1989                 |
| John McLoughlin | rôle important dans la Compagnie de la Baie d'Hudson, « Père de l'Oregon »                                                                | 1951                 |
| Marshall McLuhan | professeur de littérature anglaise et théoricien de la communication                                                                      | 2007                 |
| William McMaster | grossiste, sénateur et banquier | 1990                 |
| Violet Clara McNaughton                                                                                                 | journaliste et activiste féministe | 1997                 |
| Alexander James McPhail                                                                                                 | réformateur social (agriculture), président de la Saskatchewan Wheat Pool                                                                 |                      |
| Arthur Meighen | premier ministre | 1961                 |
| Jean-Baptiste Meilleur                                                                                                  | médecin, éducateur | 2002                 |
| Henri Membertou (Anli-Maopeltoog)                                                                                       | chef (Premières Nations), rôle dans l'alliance Mi'kmaq-France                                                                             | 1981                 |
| Charles de Menou d'Aulnay                                                                                               | gouverneur (Acadie), colonisateur | 1972                 |
| Honoré Mercier | premier ministre du Québec, journaliste, avocat                                                                                           | 1938                 |
| William Hamilton Merritt                                                                                                | homme d'affaires, rôle dans la construction du canal Welland                                                                              | 1974                 |
| David Mills | ministre de l'Intérieur et de la Justice                                                                                                  | 1954                 |
| Mattie Mitchell | personnalité des Premières Nations, explorateur et chasseur (Terre-Neuve)                                                                 | 2002                 |
| Peter Mitchell | père de la Confédération, premier ministre (Nouveau-Brunswick, pré-Confédération)                                                         | 1938                 |
| Mokwina | chef (Premières Nations : Moachat Confederacy)                                                                                            | 1987                 |
| William Molson | homme d'affaires | 1971                 |
| Charles Monck | premier gouverneur général de la Confédération                                                                                            | 1974                 |
| Jos Montferrand | homme fort canadien-français, cageur, contremaître, maître des cages et héros populaire du XIXe siècle                                    | 2023                 |
| Lucy Maud Montgomery | autrice de Anne… la maison aux pignons verts                                                                                              | 1943                 |
| Frederick Montizambert                                                                                                  | médecin, premier directeur général de la santé publique au Canada                                                                         | 1998                 |
| Susanna Moodie | autrice, colone | 1975                 |
| Sewell Moody | charpentier, homme d'affaires (scieries)                                                                                                  | 1988                 |
| Howie Morenz | joueur de hockey | 1976                 |
| Cleveland Morgan | homme d'affaires, mécène | 2014                 |
| Adrien-Gabriel Morice                                                                                                   | missionnaire, auteur | 1948                 |
| Augustin-Norbert Morin                                                                                                  | avocat, journaliste, homme politique, premier ministre du Canada-Est                                                                      | 1938                 |
| James Wilson Morrice | artiste | 1954                 |
| Alexander Morris | juge en chef (Manitoba), homme politique, lieutenant-gouverneur du Manitoba                                                               | 1971                 |
| Arthur Silver Morton | enseignant, historien, archiviste (Saskatchewan)                                                                                          | 1952                 |
| William Richard Motherwell                                                                                              | ministre de l'Agriculture de la Saskatchewan, ministre de l'Agriculture du Canada, président de l'Association territoriale des céréaliers | 1966                 |
| Oliver Mowat | père de la Confédération, premier ministre de l'Ontario                                                                                   | 1934                 |
| Beamish Murdoch | avocat, homme politique, écrivain | 1937                 |
| Emily Murphy | première femme juge de l'Empire britannique, auteur, militante pour les droits des femmes                                                 | 1958                 |
| James Murray | gouverneur militaire du district de Québec puis gouverneur de la province de Québec                                                       | 1955                 |
| Leonard W. Murray | amiral (convois de l'Atlantique, {Seconde Guerre mondiale)                                                                                | 1977                 |
| Anthony Musgrave | gouverneur (Terre-Neuve, Colombie-Britannique), rôle dans l'intégration de la Colombie-Britannique dans la Confédération                  | 1975                 |
| James Naismith | inventeur du basketball, médecin, promoteur de l'éducation physique                                                                       | 1976                 |
| Neekaneet (Foremost Man)                                                                                                | chef (Premières Nations : Cris des plaines)                                                                                               | 1981                 |
| John Neilson | journaliste, réformateur, député à l'Assemblée législative du Bas-Canada                                                                  | 1976                 |
| Émile Nelligan | poète (L'École littéraire de Montréal) | 1974                 |
| Nescambiouit | chef (Premières Nations) | 2005                 |
| Simon Newcomb | astronome, mathématicien (Observatoire naval des États-Unis, Le Nautical Almanac)                                                         | 1935                 |
| Gilbert Stuart Newton                                                                                                   | artiste (Royal Academy) | 1944                 |
| Margaret Newton | scientifique (agriculture, grains) | 1996                 |
| Guido Nincheri | artiste, décorateur | 2007                 |
| Percy Erskine Nobbs | architecte | 2008                 |
| Charles Sherwood Noble                                                                                                  | inventeur (machines agricoles) | 2002                 |
| John Norquay | premier ministre du Manitoba, homme d'État métis                                                                                          | 1943                 |
| William Notman | photographe, homme d'affaires | 1975                 |
| Harold Anthony Oaks | pilote de brousse as de l'aviation durant la Première Guerre mondiale                                                                     | 1974                 |
| Jonathan Odell | poète, Loyalistes (révolution américaine)Loyaliste, pasteur, chirurgien, secrétaire provincial (Nouveau-Brunswick)                        | 1959                 |
| William Ogilvie | commissaire (Yukon), arpenteur, explorateur, auteur                                                                                       | 1970                 |
| Joseph Oleskiw | professeur, promoteur de l'immigration ukrainienne                                                                                        | 1996                 |
| Frank Oliver | ministre de l'Intérieur, journaliste | 1947                 |
| David Oppenheimer | maire (Vancouver), homme d'affaires, dirigeant de la communauté juive                                                                     | 2008                 |
| Oronhyatekha | premier médecin canadien issu des Premières Nations                                                                                       | 2001                 |
| William Osler | médecin, chercheur médical et éducateur                                                                                                   | 1950                 |
| Daniel David Palmer | fondateur de la médecine chiropracticienne                                                                                                | 1993                 |
| Edward Palmer | père de la Confédération, premier ministre (Île-du-Prince-Édouard)                                                                        | 1939                 |
| Louis-Joseph Papineau                                                                                                   | homme politique, avocat et seigneur de La Petite-Nation                                                                                   | 1937                 |
| Étienne Parent | journaliste, rédacteur du journal Le Canadien                                                                                             | 1974                 |
| Gilbert Parker | politicien, romancier | 1938                 |
| George Robert Parkin | auteur, éducateur, Imperial Federation Movement leader                                                                                    | 1938                 |
| Irene Parlby | femme politique, rural leader, campaigned to allow women in the Senate                                                                    | 1966                 |
| William Edward Parry | explorateur de l'Arctique | 1971                 |
| Edward Alexander Partridge                                                                                              | professeur, agriculteur, homme d'affaires et auteur                                                                                       | 2018                 |
| Walter Patterson | gouverneur (Île-du-Prince-Édouard) | 1974                 |
| The Peacemakers: Albert Lacombe, John McDougall                                                                         | Ils ont négocié la paix entre les Premières nations et le gouvernement                                                                    | 1932                 |
| William Pearce | arpenteur, planificateur (Ouest canadien)                                                                                                 | 1973                 |
| Lester B. Pearson | premier ministre | 1974                 |
| Paul Peel | peintre académique | 1937                 |
| Chef Peguis | chef (Premières Nations) | 2008                 |
| Wilfrid Pelletier | chef d'orchestre, fondateur du Conservatoire de musique                                                                                   | 1988                 |
| Wilder Penfield | neurochirurgien, fondateur de l'Institut de neurologie de Montréal                                                                        | 1988                 |
| Simeon Perkins | homme d'affaires, diariste, homme politique                                                                                               | 1946                 |
| Nicolas Perrot | explorateur, diplomate, trappeur | 1952                 |
| Piapot | chef (Premières Nations) | 1981                 |
| Pitikwahanapiwiyin (Chef Poundmaker)                                                                                    | chef (Premières Nations) | 1967                 |
| Peter Pitseolak | photographe, artiste, historien, chasseur                                                                                                 | 1981                 |
| John Stanley Plaskett                                                                                                   | astronome (Observatoire fédéral d'astrophysique)                                                                                          | 1949                 |
| Peter Pond | trappeur, commerçant de fourrures, cartographe, explorateur, cofondateur de la Compagnie du Nord-Ouest et du Beaver Club                  | 1951                 |
| Georgina Pope | première infirmière en chef du Service de santé royal canadien                                                                            | 1983                 |
| James Colledge Pope | premier ministre de l'Île-du-Prince-Édouard, ministre de la Marine et des Pêcheries                                                       | 1938                 |
| Joseph Pope | fonctionnaire, auteur | 1938                 |
| William Henry Pope | père de la Confédération | 1939                 |
| Philip Louis Pratley | ingénieur-conseil, architecte de ponts, concepteur des ponts Jacques-Cartier, de l'Île-d'Orléans et Lions Gate                            | 2005                 |
| E. J. Pratt | poète | 1975                 |
| Richard Preston | dirigeant de la communauté noire | 2005                 |
| William Price | homme politique, homme d'affaires (produits forestiers)                                                                                   | 2003                 |
| Léon Abel Provancher | prêtre, naturaliste, auteur | 1994                 |
| Pierre-Esprit Radisson                                                                                                  | explorateur, cartographe, trappeur, cofondateur de la Compagnie de la Baie d'Hudson                                                       | 1971                 |
| John Rae | explorateur, médecin, trappeur | 1973                 |
| James Ralston | ministre de la Défense nationale | 1973                 |
| Alice Ravenhill | éducateur, auteur, réformateur social | 2008                 |
| Donald Strathearn Rawson                                                                                                | spécialiste en limnologie | 2019                 |
| Red Crow | chef kainai (Gens-du-Sang) (Premières Nations), signataire du Traité no 7                                                                 | 1977                 |
| John Reeves | juge, historien | 1995                 |
| George Agnew Reid | artiste, président de Académie royale des arts du Canada                                                                                  | 1948                 |
| Marcel-François Richard                                                                                                 | personnalité acadienne, promoteur du drapeau, de l'hymne et de la fête                                                                    | 2004                 |
| William Buell Richards                                                                                                  | juge à la Cour suprême du Canada | 1938                 |
| Harriette Taber Richardson                                                                                              | initiatrice de la reconstruction de l'habitation de Port-Royal                                                                            | 1949                 |
| John Richardson | militaire (guerre de 1812), poète, romancier                                                                                              | 1938                 |
| Louis Riel | chef métis, rôle dans la Rébellion du Nord-Ouest                                                                                          | 1956                 |
| John William Ritchie | père de la Confédération, juge de la Cour suprême de la Nouvelle-Écosse                                                                   | 1959                 |
| Joseph-Noël Ritchot | prêtre catholique romain | 1990                 |
| Charles G.D. Roberts | poète | 1945                 |
| Charles Walker Robinson                                                                                                 | soldat, auteur | 1938                 |
| John Beverley Robinson                                                                                                  | maire (Toronto), lieutenant-gouverneur (Ontario), membre de la Family Compact                                                             | 1937                 |
| John Robson | premier ministre de Colombie-Britannique, rédacteur en chef du journal British Columbian                                                  | 1938                 |
| Marie Marguerite Rose                                                                                                   | abolitionniste | 2008                 |
| John Rose | homme politique, banquier, diplomate | 1973                 |
| Bobbie Rosenfeld | athlète, médaillé d'or aux Jeux olympiques                                                                                                | 1976                 |
| Alexander Ross | trappeur, auteur, rôle dans la Pacific Fur Company et la Compagnie du Nord-Ouest                                                          | 1951                 |
| James Hamilton Ross | éleveur, politicien, commissaire du Yukon, député à l'Assemblée du Nord-Ouest                                                             | 1948                 |
| George William Ross | premier ministre de l'Ontario, Senate Liberal leader                                                                                      | 1937                 |
| John Ross | explorateur de l'Arctique | 1972                 |
| John Rowand | trafiquant de fourrures, agent principal de la Compagnie de la Baie d'Hudson                                                              | 1954                 |
| Gabrielle Roy | romancière, autrice de Bonheur d'occasion                                                                                                 | 2008                 |
| Ernest Rutherford | physicien nucléaire | 1939                 |
| Egerton Ryerson | membre du clergé, éducateur, politicien, militant pour l'éducation                                                                        | 1934                 |
| Mary Anne Sadlier | auteur (sujets religieux) | 2008                 |
| Idola Saint-Jean | militante pour les droits des femmes | 1997                 |
| Bernard Keble Sandwell                                                                                                  | éditeur, écrivain, rôle dans Saturday Night                                                                                               | 1955                 |
| Edward Sapir | anthropologue, linguiste, expert des Premières Nations                                                                                    | 1983                 |
| Margaret Marshall Saunders                                                                                              | auteur | 1947                 |
| Charles E. Saunders | agronome (blé marquis) | 1938                 |
| William Saunders | pharmacien, scientifique, fonctionnaire, auteur, rôle dans les fermes expérimentales                                                      | 1952                 |
| Savalette | a établi la pêche « sédentaire » en Acadie                                                                                                | 1944                 |
| Frank W. Schofield | vétérinaire | 2009                 |
| Jacob Gould Schurman | éducateur, philosophe, président académique (université Cornell)                                                                          | 1943                 |
| Duncan Campbell Scott                                                                                                   | poète (poète de la Confédération (en) | 1948                 |
| Richard William Scott                                                                                                   | politicien, a appuyé l'Acte des écoles séparées en Ontario                                                                                | 1938                 |
| Joseph E. Seagram | distillateur d'alcool, politicien | 1971                 |
| Laura Secord | héroïne, (guerre de 1812) | 2002                 |
| Hans Selye | chercheur médical (stress) | 1989                 |
| Ernest Thompson Seton                                                                                                   | écrivain (scoutisme), artiste animalier                                                                                                   | 1995                 |
| Jonathan Sewell | juge en chef du Bas-Canada, appuie la Confédération                                                                                       | 1956                 |
| Mary Ann Shadd Cary | journaliste et avocate engagée contre l'esclavagisme                                                                                      | 1994                 |
| Shanawdithit | dernier survivant béothuk | 2000                 |
| Ambrose Shea | père de la Confédération, diplomate, homme politique, homme d'affaires et propriétaire de journal                                         | 1959                 |
| Francis Joseph Sherman                                                                                                  | poète, banquier | 1945                 |
| Adam Shortt | économiste, historien, professeur, siège à la première Commission de la fonction publique canadienne                                      | 1938                 |
| Clifford Sifton | ministre de l'Intérieur, encourage l'immigration massive vers le Canada                                                                   | 1955                 |
| John Graves Simcoe | lieutenant-gouverneur (Haut-Canada), fondateur de Toronto                                                                                 | 1974                 |
| George Simpson | gouverneur en chef (Rupert's Land), superintendant général (Compagnie de la Baie d'Hudson)                                                | 1927                 |
| Thomas Simpson | explorateur de l'Arctique | 1937                 |
| Oscar D. Skelton | historien, économiste, fonctionnaire, sous-secrétaire d'État aux Affaires extérieures                                                     | 1947                 |
| Frank Leith Skinner | horticulteur | 1997                 |
| Joshua Slocum | marin, explorateur, auteur, premier navigateur solitaire autour du monde                                                                  | 1957                 |
| Charlotte Small | personnalité métis, rôle dans le commerce des fourrures                                                                                   | 2008                 |
| Joey Smallwood | père de la Confédération, premier ministre (Terre-Neuve)                                                                                  | 1996                 |
| Albert James Smith | premier ministre (Nouveau-Brunswick), ministre de la Marine et des Pêcheries                                                              | 1949                 |
| Donald Alexander Smith                                                                                                  | financier et homme politique, négociant de fourrure, magnat du chemin de fer                                                              | 1971                 |
| Goldwin Smith | historien, journaliste | 1975                 |
| Mary Ellen Smith | femme politique | 2007                 |
| Mary Meager Southcott                                                                                                   | infirmière, superintendant | 1998                 |
| Louis St. Laurent | premier ministre | 1973                 |
| Sam Steele | militaire, superintendant (Police montée du Nord-Ouest)                                                                                   | 1938                 |
| William Steeves | père de la Confédération, industriel, sénateur                                                                                            | 1939                 |
| Vilhjalmur Stefansson                                                                                                   | explorateur de l'Arctique | 1964                 |
| Stephan G. Stephansson                                                                                                  | poète | 1946                 |
| George Stephen | banquier, cofondateur de la compagnie de chemins de fer Canadien Pacifique, philanthrope                                                  | 1971                 |
| Emily Stowe | première femme canadienne médecin, militante pour les droits des femmes                                                                   | 1995                 |
| John Strachan | évêque, fondateur du King's College (renommé Université de Toronto en 1849)                                                               | 1925                 |
| Gilfred Studholme | officier militaire, fonctionnaire, rôle important dans la construction du fort Howe                                                       | 1927                 |
| Benjamin Sulte | historien (Canada français) | 1928                 |
| Alexandre-Antonin Taché                                                                                                 | évêque, missionnaire, écrivain | 1943                 |
| Étienne-Paschal Taché                                                                                                   | père de la Confédération, premier ministre du Canada-Uni                                                                                  | 1937                 |
| François-Xavier Picard Tahourenche                                                                                      | archiviste | 2008                 |
| Jean Talon | premier intendant de la Nouvelle-France                                                                                                   | 1974                 |
| Joseph Israël Tarte | notaire, journaliste, homme politique, ministre des Travaux publics                                                                       | 1973                 |
| Tecumseh | chef (Premières Nations), rôle important dans la guerre de 1812                                                                           | 1931                 |
| James Teit | ethnographe (Premières Nations) | 1994                 |
| Tessouat (dit le Borgne de l'île)                                                                                       | chef algonquin de L'Isle-aux-Allumettes                                                                                                   | 1983                 |
| Thanadelthur | personnalité des Premières Nations, rôle important dans le commerce des fourrures                                                         | 2000                 |
| George McCall Theal | éducateur, historien, militant (Afrique du Sud)                                                                                           | 1937                 |
| Louis Thomas (Malécite)                                                                                                 | défenseur des intérêts et des droits des Malécites                                                                                        | 2002                 |
| William Thomas | architecte | 1974                 |
| David Thompson | explorateur, trappeur, cartographe, commerçant de fourrure                                                                                | 1927                 |
| John Sparrow David Thompson                                                                                             | premier ministre | 1937                 |
| Stanley Thompson | architecte (parcours de golf) | 2005                 |
| Charles Edward Poulett Thomson                                                                                          | gouverneur général, premier gouverneur du Canada-Uni                                                                                      | 1926                 |
| Edward William Thomson                                                                                                  | écrivain (éditorialiste pour le Globe, Toronto)                                                                                           | 1938                 |
| Tom Thomson | artiste (influence sur le Groupe des Sept)                                                                                                | 1958                 |
| Samuel Leonard Tilley                                                                                                   | pharmacien, père de la Confédération, premier ministre du Nouveau-Brunswick, lieutenant-gouverneur du Nouveau-Brunswick                   | 1937                 |
| William Tomison | marchand et explorateur, rôle important dans la Compagnie de la Baie d'Hudson                                                             | 1974                 |
| Henry Marshall Tory | président d'université, premier président du Conseil national de recherches Canada                                                        | 1949                 |
| Catharine Parr Traill                                                                                                   | auteur | 1974                 |
| Jennie Kidd Trout | première Canadienne docteure en médecine                                                                                                  | 1995                 |
| Pierre Elliott Trudeau                                                                                                  | premier ministre | 2001                 |
| Joseph William Trutch                                                                                                   | lieutenant-gouverneur (Colombie-Britannique)                                                                                              | 1975                 |
| Ignace-Nicolas Vincent Tsawenhohi                                                                                       | chef huron | 2001                 |
| Harriet Tubman | abolitionniste, participe au réseau du « chemin de fer clandestin » (Underground Railroad)                                                | 2005                 |
| Charles Tupper | premier ministre, père de la Confédération                                                                                                | 1957                 |
| William Ferdinand Alphonse Turgeon                                                                                      | procureur général (Saskatchewan), diplomate, juge                                                                                         | 1981                 |
| Wallace Rupert Turnbull                                                                                                 | inventeur, ingénieur aéronautique (soufflerie)                                                                                            | 1960                 |
| Philip Turnor | arpenteur, cartographe (Compagnie de la Baie d'Hudson)                                                                                    | 1973                 |
| Joseph Tyrrell | géologue, historien, cartographe (Commission géologique du Canada)                                                                        | 1970                 |
| James Boyle Uniacke | premier ministre de la Nouvelle-Écosse | 1938                 |
| William Cornelius Van Horne                                                                                             | homme d'affaires, pionnier du transport ferroviaire nord-américain, président du Canadien Pacifique                                       | 1954                 |
| George Vancouver | explorateur | 1933                 |
| Georges Vanier | gouverneur général, militaire, diplomate, ambassadeur du Canada en France                                                                 | 1983                 |
| Frederick Varley | artiste (Groupe des Sept) | 1974                 |
| Madeleine de Verchères                                                                                                  | héroïne de la Nouvelle-France (pour avoir défendu le fort Verchères)                                                                      | 1923                 |
| Peter Vasilevich Verigin                                                                                                | philosophe, chef de la secte pacifiste russe des Doukhobors                                                                               | 2008                 |
| Louis-Guillaume Verrier                                                                                                 | avocat, enseignant de droit | 1952                 |
| Samuel Vetch | militaire, gouverneur (Nouvelle-Écosse)                                                                                                   | 1928                 |
| Hiram Walker | industriel (distillation, transport), Windsor, Ontario                                                                                    | 1971                 |
| Horatio Walker | peintre, photographe, membre de l'Académie royale des arts du Canada                                                                      | 1939                 |
| Byron Edmund Walker | banquier, président de la Banque canadienne de commerce                                                                                   | 1938                 |
| Provo Wallis | officier de la Royal Navy (capture de l'USS Chesapeake, guerre de 1812)                                                                   | 1945                 |
| James Morrow Walsh | Police montée du Nord-Ouest, commissaire du Yukon                                                                                         | 1967                 |
| Angus J. Walters | capitaine de pêche, capitaine du Bluenose                                                                                                 | 2005                 |
| Homer Ransford Watson                                                                                                   | artiste | 1939                 |
| Margaret Robertson Watt                                                                                                 | écrivaine, éditrice et militante cofondatrice de l'Union mondiale des femmes paysannes                                                    | 2007                 |
| George Edward Watts | vice-amiral (guerre de 1812)) | 1945                 |
| John Clarence Webster                                                                                                   | chirurgien, historien, auteur, professeur, président de la Commission des lieux et monuments historiques du Canada                        | 1950                 |
| John Wentworth | lieutenant-gouverneur de Nouvelle-Écosse                                                                                                  | 1974                 |
| Philip Westphal | amiral | 1945                 |
| George Augustus Westphal                                                                                                | amiral | 1945                 |
| Arthur Oliver Wheeler                                                                                                   | arpenteur-géomètre, alpiniste, cofondateur du Club alpin du Canada                                                                        | 1995                 |
| Seager Wheeler | agriculteur | 1976                 |
| Edward Whelan | père de la Confédération, journaliste, orateur                                                                                            | 1939                 |
| Richard Whitbourne | navigateur et administrateur colonial britannique                                                                                         | 1984                 |
| Portia White | musicien | 1995                 |
| Healey Willan | musicien, professeur | 1984                 |
| John Stephen Willison                                                                                                   | éditeur | 1938                 |
| Thomas Willson | inventeur (acétylène) | 1972                 |
| Lemuel Allan Wilmot | lieutenant-gouverneur du Nouveau-Brunswick, politicien et juge                                                                            | 1938                 |
| Robert Duncan Wilmot | père de la Confédération, sénateur | 1959                 |
| Cairine Wilson | première sénatrice canadienne | 2005                 |
| Mona Gordon Wilson | infirmière, directrice de la Division des soins infirmiers en santé publique de l'Île-du-Prince-Édouard                                   | 2008                 |
| Edward Winslow | loyaliste, fondateur de Fredericton | 1951                 |
| Hirsch Wolofsky, aka Harry Wolofsky                                                                                     | dirigeant de la communauté juive de Montréal, fondateur de l'Eagle Publishing Company                                                     | 2007                 |
| William Wolseley | amiral de la Marine royale canadienne | 1945                 |
| Wong Foon Sien | militant sino-canadien | 2008                 |
| Henry Wise Wood | cultivateur, chef de file du mouvement agricole, président de l'United Farmers of Alberta                                                 | 1962                 |
| J. S. Woodsworth | pasteur méthodiste, fondateur du Parti social démocratique du Canada                                                                      | 1972                 |
| Philemon Wright | homme politique, fondateur de l'ancienne ville de Hull                                                                                    | 1976                 |
| George MacKinnon Wrong                                                                                                  | professeur | 1950                 |
| James Lucas Yeo | commandant naval durent la guerre de 1812                                                                                                 | 1937                 |
| Nellie Yip Quong | sage-femme, féministe, activiste, intermédiaire entre les immigrants et les autorités                                                     | 2008                 |
| John Young | homme d'affaires, journaliste, politicien, député à l'Assemblée législative de la Nouvelle-Écosse                                         | 1951                 |
| William Young | premier ministre de la Nouvelle-Écosse, juge                                                                                              | 1951                 |
| Marie-Marguerite d'Youville                                                                                             | sainte, fondatrice des Sœurs de la charité de Montréal                                                                                    | 1973                 |
| Duncan McNab McEachran                                                                                                  | vétérinaire, éleveur et enseignant | 2016                 |